# World Boxing Organization
La World Boxing Organization (WBO) est l'une des 4 principales fédérations internationales de boxe anglaise professionnelle avec la WBA, le WBC et l'IBF.

## Création
Fondée en 1988 par un groupe d'hommes d'affaires dominicains et panaméens dissidents de la WBA, la WBO définit sa propre réglementation et organise le 4 novembre 1988 son 1er championnat du monde entre Thomas Hearns et James Kinchen dans la catégorie des super moyens.